# Батталов, Марс Арупович
Марс Арупович Батталов (1 августа 1950; село Ават, Уйгурский район, Алматинская область, КазССР, СССР) — казахстанский государственный и общественный деятель уйгурского происхождения. Депутат Сената Парламента Республики Казахстан І, ІІ созывов (1995—2002).

## Биография
Родился в 1950 году в селе Ават Уйгурского района Алматинской области.
Отец — Батталов Аруп (1923—1995), ветеран педагогики, «Отличник просвещения».
Мать — Батталова Хасиятхан (1928—2010), домохозяйка.
В 1968 году поступил в Казахский государственный педагогический институт имени Абая на филологический факультет, который окончил в 1972 году по специальности учитель русского языка и литературы. В 1999г. окончил Международную Академию Права и Рынка по специальности правоведение.
С 1972 по 1983 год — учитель Чарынской средней школы (Уйгурский район Алматинской области);
С 1983 по 1987 год — инструктор Уйгурского райкома Компартии Казахстана;
С 1987 по 1989 год — директор Чунджинской средней школы (Уйгурский район);
С 1989 по 1992 год — ответственный работник Уйгурского райисполкома; 
С 1992 по 1994 год — заместитель председателя Уйгурского районного Совета народных депутатов, заведующий отделом внутренней политики Уйгурской районной администрации;
С 1994 по 1995 год — секретарь Уйгурского районного маслихата;
С декабря 1995 по декабрь 2002 год — Депутат Сената Парламента Республики Казахстан І, ІІ созывов. Избран от Алматинской области.

## Награды
- Орден «Курмет» (10 декабря 2001);[5]
- Медаль «Астана» (1998);
- Медаль «10 лет независимости Республики Казахстан» (2001);
- Медаль "10 лет Парламенту Республики Казахстан" (2006);
- Медаль "МПА СНГ. 20 лет" (2012);
- Медаль "20 лет маслихатам Республики Казахстан" (2014);
- Медаль "25 лет Международному Антиядерному Движению "Невада-Семей" (2014);
- Медаль "20 лет Астане" (2018);
- Медаль "25 лет маслихатам Республики Казахстан" (2019);
- Нагрудный значок "Отличник образования Республики Казахстан" (1998);
- Благодарственное письмо Н.А.Назарбаева (2000);
- Нагрудный знак Первого Президента РК "Алтын барыс" (2000);
- Звание "Почетный гражданин Уйгурского района" (2000);
- Почётная Грамота МПА СНГ (9 декабря 2002) — за активное участие в деятельности МПА СНГ и ее органов.;[6]
- Памятный знак "70 лет Косшагылскому нефтяному месторождению" (2005);
- Памятный знак "90 лет Макатскому нефтяному месторождению" (2005);
- Нагрудный знак "Атыраускому институту нефти и газа 25 лет" (2006);

## Семья
Женат. Жена — Езмахунова Гульбахрам Назаровна (г.р. 1950), учитель биологии.
Дочь — Санабар (г.р. 1982). Сын — Анвар (г.р. 1984).